# Bergskären
Bergskären är en samling holmar i Lemlands kommun på Åland (Finland). De ligger i Kuggholmsfjärden mellan Järsö och Västeränga.
Bergskären består av Stora och Lilla Bergskär i väster, Tveggskär i norr, Malskär i öster, Måsgrundet i söder samt Gloskär och Granskär i mitten. Bergskären har Björkö i väster, Stackskär och Kuggholma i söder och Bockholm i öster.
Terrängen på Bergskären består av hällmarksskog och klipphällar. Alla Bergskären utom Granskär och Måsgrundet är bebyggda. Stora Bergskär är högst med sina 16 meter över havet.